# Epidendrum erectifolium
Epidendrum erectifolium är en orkidéart som beskrevs av Eric Hágsater och Luis M. Sánchez. Epidendrum erectifolium ingår i släktet Epidendrum och familjen orkidéer. Inga underarter finns listade i Catalogue of Life.

## Bildgalleri

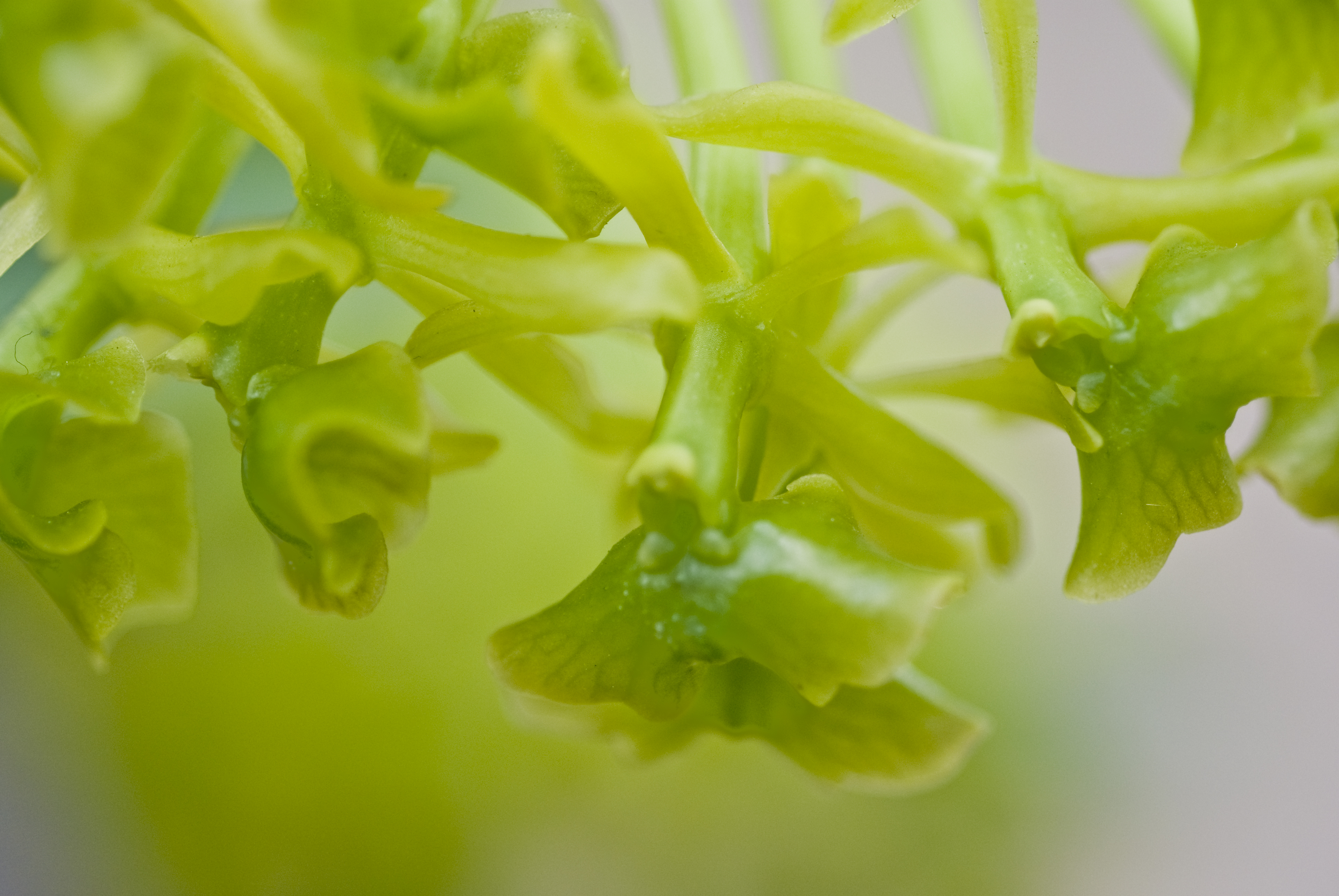